# أنتوني لويس
أنتوني لويس (بالإنجليزية: Anthony Lewis)‏ عاش بين (25 مارس 2013 - 27 مارس 1927). كان صحفي و مفكر عام أمريكي، الحائز مرتين على جائزة بوليتزر، وكاتب صحيفة نيويورك تايمز منذ فترة طويلة - يعود له الفضل في خلق مجال الصحافة القانونية في الولايات المتحدة.

## روابط خارجية
- أنتوني لويس على موقع إن إن دي بي (الإنجليزية)